# Fregata klase Sachsen
Klasa F124 Sachsen najnovija je klasa vrlo naprednih fregata za protuzračnu obranu njemačke mornarice. Dizajn fregate klase Sachsen temelji se na dizajnu klase F123 Brandenburg, ali s poboljšanim stealth značajkama dizajniranim da prevare protivnički radar i akustičke senzore. Klasa uključuje napredni višenamjenski radar APAR i radar dugog dometa SMART-L koji je navodno sposoban detektirati nevidljive zrakoplove i nevidljive projektile.
Iako su imenovane fregatama, po sposobnostima su usporedive s razaračima i trebale su zamijeniti klasu Lütjens. Slične su nizozemskoj klasi De Zeven Provinciën u tome što se obje temelje na upotrebi zajedničkog primarnog protuzračnog ratnog sustava izgrađenog oko radara APAR i SMART-L, kao i SM-2 Block IIIA za obranu područja i Evolved Sea Sparrow projektila zemlja-zrak za obranu.
Njemačka vlada sklopila je ugovor za tri broda u lipnju 1996. s opcijom za četvrti koji je privremeno trebao biti nazvan Thüringen, ali opcija za ovaj četvrti brod nije prihvaćena. S 2,1 milijardu eura za tri broda, klasa je bila jedan od najskupljih programa gradnje brodova njemačke mornarice.

### Opće karakteristike
Brodovi klase Sachsen dugački su 132,15 metara. Imaju širinu od 17,44 m i gaz od 5 m, iako se gaz povećava na 7 m na nizu sonara u bulb-pramcu. Istisnina iznosi 5780 tona pri punom opterećenju. Upravljanje je kontrolirano jednim kormilom; brodovi imaju radijus okretanja od 570 m (1870 ft). Fregate imaju posadu od 38 časnika, 64 dočasnika i 140 mornara. Imaju smještaj za dodatnih trinaest časnika i mornara kao dio osoblja zapovjednika eskadrile, a mogu primiti i ženske članove posade. Brodovi mogu ostati na moru 21 dan.
Trupovi brodova dizajnirani su prema uzorku prethodne klase Brandenburg kako bi se omogućila sličnost dijelova i time smanjili troškovi održavanja. Izgrađeni su koristeći MEKO modularnu konstrukciju i uključuju sedam vodonepropusnih odjeljaka. Primarno poboljšanje u odnosu na ranija plovila jest značajno smanjen radarski potpis. Brodovi su dizajnirani s kapacitetom za dodatnih 270 tona tereta, kako bi se omogućilo buduće dodavanje novih oružja i senzora bez ugrožavanja učinkovitosti brodova.
Brodovi klase Sachsen opremljeni su kombiniranim pogonskim sustavom na dizel i plin (CODAG). Dvije radne osovine rade neovisno. Dizelski motori ugrađeni su u neprohodnu zvučno izoliranu kapsulu. Osovine pokreću dva peterokraka propelera promjenjivog koraka. Plinska turbina General Electric LM2500 PF/MLG ima snagu od  23.500 kW na vratilu, a dizelski motori MTU 20V 1163 TB93 daju kombiniranih 15.000 kW. Pogonski sustav od ukupno  38.500 kW omogućuje najveću brzinu od 29 čvorova (54 km/h); dok rade samo s dizelskim motorima, brodovi mogu krstariti 4000 nautičkih milja (7400 km) pri brzini od 18 čv (33 km/h). Brodovi su opremljeni s četiri dizelska generatora od 1000 kilovata koji rade na 400 V i 115 V.

### Naoružanje
Brodovi su optimizirani za ulogu protuzračnog ratovanja. Primarno protuzračno oružje je 32-ćelijski Mk 41 Mod 10 vertikalni lansirni sustav, opremljen s dvadeset i četiri projektila SM-2 Block IIIA i trideset i dva projektila Evolved Sea Sparrow. Točkastu obranu od krstarećih projektila osigurava par lansera Rolling Airframe Missile s 21 projektiom. Brodovi su također opremljeni s dva četveroćelijska lansera protubrodskih projektila RGM-84 Harpoon. Godine 2013. njemačka mornarica razmatrala je modifikaciju brodskog radara dugog dometa kako bi omogućila da se projektili SM-2 koriste kao protubalistički projektili.
Za obranu od podmornica, fregate nose dva trostruka bacača za 324 mm (12,8 u) MU90 udarna torpeda. Brodovi također nose razne topove, uključujući jedan dvonamjenski 62-kalibarski top (Melara 76 mm) koji proizvodi OTO Melara. Također su naoružani s dva Rheinmetall 27 mm MLG 27 automatska topa na daljinsko upravljanje u pojedinačnim nosačima.
Sachsen i njezini srodni brodovi opremljeni su pilotskom palubom i hangarom koji može primiti dva helikoptera Super Lynx ili NH90. Pilotna paluba predviđena je za smještaj helikoptera od 15 tona u uvjetima do stanja mora 6. Sustav za rukovanje helikopterom tvrtke MBB-Förder und Hebesysteme koristi laserski vođene i računalno kontrolirane manipulatorske ruke za osiguranje helikoptera nakon slijetanja.

### Senzori i protumjere
Za ovu ulogu brodovi su opremljeni naprednim senzorima i paketom oružja. Primarni senzori za ovu ulogu su nadzorni radar dugog dometa SMART-L i višenamjenski radar APAR. SMART-L i APAR setovi su vrlo komplementarni, u smislu da je SMART-L L-pojasni radar koji pruža nadzor vrlo velikog dometa, dok je APAR X pojasni radar koji pruža precizno praćenje ciljeva, vrlo veliku sposobnost pretraživanja horizonta i navođenje projektila koristeći tehniku ICWI (Interrupted Continuous Wave Illumination), čime je omogućeno navođenje 32 poluaktivne radarske rakete za navođenje u letu istovremeno, uključujući 16 u terminalnoj fazi navođenja. Brodovi su također opremljeni s dva navigacijska radara STN Atlas 9600-M ARPA.

### Modernizacija
U kolovozu 2021. Agencija za nabavu njemačkih oružanih snaga (BAAINBw) dodijelila je ugovor njemačkim i izraelskim tvrtkama Hensoldt i IAI prema kojem će na fregatama klase Sachsen zastarjeli radari dugog dometa SMART-L biti zamijenjeni novim AESA radarskim sustav označenim kao TRS-4D/LR ROT. Bit će sposoban pratiti "vrlo male i manevrirane" ciljeve na udaljenostima većim od 400 km za zračne ciljeve i do 2000 km za ciljeve u zemljinoj orbiti. To uključuje balističke projektile dugog dometa, omogućujući Njemačkoj da sudjeluje u NATO-ovim naporima BMD (obrana od balističkih projektila). Ne planira se postavljanje protubalističke rakete poput SM-3 na brodove. Brodski IFF sustavi također će biti modernizirani.

## Vanjske poveznice
- Fregatte Sachsen (F124) HANSA